# 2002 (電影)
《異靈靈異2002》是一部科幻電影，由謝霆鋒、馮德倫、李璨琛主演。

## 劇情簡介
香港警界為一般警察無法處理另一個世界的案件而成立特別部門「2002」，經費由各局警察分攤，成員極少且神秘，
某日基層警員鄭庭風因天生具陰陽眼發現部門的特別，要求加入，但資歷和能力似乎不怎麼被看好的風竟成功加入了「2002」…

## 演員

### 主要角色
- 謝霆鋒 飾 游邦潮（潮），2002首席成員，命犯天煞孤星。
- 馮德倫 飾 鄭庭風（風），本為基層警員，後加入2002，身具陰陽眼。
- 李璨琛 飾 Sam，2002鬼成員，和潮搭檔，中期入輪迴投胎。
- 李彩樺 飾 Rain，醫院昏迷多時的少女，醒來卻失去記憶，風一見鍾情對象。
- Danielle Graham 飾 護士Danielle，曾為醫院拍公益形象廣告，潮心儀已久但不敢說出口，似乎互有好感。
- 方力申 飾 水鬼，火鬼情人。
- 安雅 飾 火鬼，水鬼情人，因以火傷人成為潮和風搭檔處理的第一次事件。
- 羅家英 飾 紙紮陳，紙紮店老闆，知曉不少特別部門密辛，實為部門第一代成員。

### 客串角色
- 谷德昭 飾 醫生
- 李力持 飾 警察高層，對特別部門抱持不信任態度，但事件發生似乎仍然…。
- 唐詩詠 飾 女學生，因一場師生戀身陷大樓頂樓。
- 譚偉豪 飾 豪仔
- 侯煥玲 飾 四婆

### 關鍵道具
- 鬼之淚—台詞：「人的眼淚代表執著，鬼的眼淚代表愛與重生。」劇中設定鬼不輕易落淚，但其效果亦極其珍貴。
- 現形水—使靈魂現形，連凡人也能看得到，一定程度限縮其能力。
- 打鬼手套—戴上能有效打擊鬼體。
- 嗜魂槍—子彈會採集用槍人一滴血，主要打鬼武器。
- 紙紮武器—如名片、火箭砲…燒化後可供魂體使用。

## 外部連結
- 香港影庫上《2002》的資料（繁體中文）
- 互联网电影数据库（IMDb）上《異靈靈異》的资料（英文）
- 2002 - 香港電影資料館[永久]